# Hangmen Also Die!
Hangmen Also Die! és una pel·lícula bèl·lica noir del 1943 dirigida per Fritz Lang i escrita per John Wexley a partir d'una història de Bertolt Brecht (acreditat com a Bert Brecht) i Lang. La pel·lícula és protagonitzada per Hans Heinrich von Twardowski, Brian Donlevy, Walter Brennan, Alexander Granach i Anna Lee, i compta amb Gene Lockhart i Dennis O'Keefe. Hanns Eisler va compondre la partitura, sent nominat a un Oscar, i el director de fotografia va ser James Wong Howe.
La pel·lícula es basa lliurement en l'assassinat de Reinhard Heydrich el 1942, el nazi protector del Reich de la Praga ocupada pels alemanys, l'home número dos de les SS, i un cervell principal de l'Holocaust, que era conegut com "el botxí de Praga". L'autèntic Heydrich va ser assassinat per combatents de la resistència txeca llançats en paracaigudes des d'un avió britànic a l'Operació Anthropoid, però a la pel·lícula, que es va fer durant la Segona Guerra Mundial abans que la història completa esdevingués de coneixement públic, l'assassí d'Heydrich és representat com un membre de la resistència txeca amb vincles amb el Partit Comunista.
Hangmen Also Die! va ser l'únic guió de Bertolt Brecht per a una pel·lícula d'Hollywood: els diners que va guanyar amb el projecte li van permetre escriure Die Gesichte der Simone Machard , Schweyk im Zweiten Weltkrieg i una adaptació de WebsterLa duquessa de Malfi. La col·laboració de tres destacats refugiats de l'Alemanya nazi Lang, Brecht i Hanns Eisler és un exemple de la influència que aquesta generació d'exiliats de parla alemanya va tenir en la cultura americana.

## Trama
Durant l'ocupació nazi de Txecoslovàquia, el cirurgià Dr. František Svoboda, un patriota txec, assassina el brutal "botxí d'Europa", Reichsprotektor Reinhard Heydrich, però el seu cotxe de fugida és descobert i, per tant, la seva casa de seguretat prevista ha de rebutjar-lo. Quan una dona a qui no coneix, anomenada Masha, desorienta deliberadament els soldats alemanys a prop de trobar-lo, ell busca casa seva com a casa segura alternativa. Aquesta resulta ser la casa del seu pare, el professor d'història Stephen Novotny, a qui els nazis han prohibit ensenyar. Aquest pla funciona. Però com que ara no es pot trobar l'assassí, els líders nazis a Praga decideixen crear un incentiu perquè ell s'entregui o perquè els altres ho facin. Organitzen amb l'ajuda del quintacolumnista Emil Czaka, un ric cerveser, perquè 400 ciutadans, inclòs el professor Novotny, siguin executats, quaranta a la vegada, fins que es descobreixi l'assassí. A través d'una complexa sèrie d'esdeveniments, però, la resistència aconsegueix incriminar el mateix Czaka per l'assassinat, però no abans que els nazis hagin executat molts dels ostatges.

## Repartiment
- Brian Donlevy – Dr. Franticek Svoboda
- Walter Brennan – Prof. Stephen Novotny
- Anna Lee – Mascha Novotny
- Gene Lockhart – Emil Czaka (brewer)
- Dennis O'Keefe – Jan Horak (Mascha's fiancé)
- Nana Bryant – Mrs. Hellie Novotny
- Hans Heinrich von Twardowski – Reinhard Heydrich
- Margaret Wycherly – Ludmilla Novotny
- Tonio Selwart – Chief of Gestapo Kurt Haas
- Alexander Granach – Gestapo Insp. Alois Gruber
- Reinhold Schünzel – Gestapo Insp. Ritter
- William Roy – Beda Novotny
- Jonathan Hale – Dedic
- Sarah Padden – Mrs. Dvorak
- Byron Foulger – Bartos
- Ludwig Donath – Gestapo Insp. Schirmer
- Arno Frey – Camp Lieutenant
- Edmund MacDonald – Dr. Pillar
- Lester Sharpe – Rudy
- Arthur Loft – General Votruba
- George Irving – Necval
- James Bush – Pescacek

Notes de repartiment
- Una de les primeres aparicions cinematogràfiques de von Twardowski va ser al clàssic mut expressionisme alemany El gabinet del Dr. Caligari (1920).
- George Irving, un actor i director que va començar als primers dies del cinema mut va dirigir 35 pel·lícules, totes mudes, i va aparèixer com a actor en 251 pel·lícules del 1914 al 1948; té un petit paper com un dels ostatges.
- L'actor de personatges amb veu greu Lionel Stander té un petit paper com a taxista. La carrera cinematogràfica de Stander té una bretxa de deu anys a causa d'haver estat inclòs a la llista negra després que la seva pertinença al Partit Comunista fos revelada durant les audiències del Comitè d'Activitats Antiamericanes de la Casa (HUAC).
- Alexander Granach com a "Inspector de la Gestapo Alois Gruber" va ser un d'aquell grup de jueus fugits de Hitler (i Stalin) que van contribuir a Hollywood en aquells dies. Havia estat un dels actors principals de l'escenari de Weimar, així com un pioner en pel·lícules (per exemple, Nosferatu, Kameradschaft). Va morir el 1945 mentre actuava amb Fredric March i Margo a A Bell for Adano.[1]

## Producció
S'han informat diversos títols de treball per a Hangmen Also Die: "Never Surrender", "No Surrender", "Unconquered", "We Killed Hitler's Hangman" i "Trust the People". També ha estat coneguda com "Lest We Forget". S'ha informat que quan es va publicar un llibre amb un títol similar a "Never Surrender" o "No Surrender" mentre la pel·lícula estava en producció, els productors van organitzar un concurs perquè el repartiment i la tripulació suggereixin un nou títol. El concurs va ser guanyat per una secretària de producció que va rebre el premi de 100 dòlars.
Teresa Wright, John Beal i Ray Middleton també es va considerar en un moment que apareixien a la pel·lícula, que va entrar en producció a finals d'octubre de 1942 i va acabar a mitjans de desembre d'aquell any.
El director Fritz Lang havia considerat començar la pel·lícula amb el poema d'Edna St. Vincent Millay "L'assassinat de Lidice". Es va decidir en contra, però el poema apareix a la pel·lícula de MGM sobre Heydrich, Hitler's Madman (1943).
Hangmen va ser l'únic crèdit cinematogràfic estatunidenc de Brecht, tot i que suposadament va treballar en altres guions durant la seva estada a Hollywood, sense rebre crèdit. Va deixar els Estats Units poc després de fer les proves davant el House Un-American Activities Committee. John Wexley va rebre l'únic crèdit per escriure el guió després de donar proves al Writers Guild que Brecht i Lang només havien treballat en la història. Tanmateix, sembla que hi ha més Brecht al guió del que s'accepta habitualment: l'acadèmic Gerd Gemünden escriu que va parlar amb Maurice Rapf, el jutge del cas, que li va dir que "era obvi per al jurat que Brecht i no Wexley era el principal autor, i que Wexley també tenia fama de robador de crèdits. Va ser només pel fet que només eren admissibles proves escrites, i com que només el nom de Wexley apareixia en tots els esborranys, el jurat va haver de pronunciar-se al seu favor." El mateix Wexley va ser a la llista negra després de ser nomenat comunista a les audiències de l'HUAC.
Hangmen Also Die va tenir una estrena mundial a Prague (Oklahoma) el 27 de març, un esdeveniment que va incloure Adolf Hitler, Hirohito i Benito Mussolini penjats en efígie al carrer principal. Van assistir els alcaldes de Washington (Kansas), London i Moscow (Texas). La pel·lícula es va estrenar a tot el país els primers dies d'abril, començant amb 20 ciutats clau.

## Música
La música de Hangmen Also Die va ser composta per Hanns Eisler, col·laborador de Brecht en diverses obres de teatre amb música. Eisler només va treballar en un petit nombre de pel·lícules americanes, les més notables de les quals són Deadline at Dawn (1946) i Un cor en perill (1944), pel qual també va ser nominat a un Oscar.
La cançó "No Surrender" a Hangmen va ser escrita per Eisler amb lletra de Sam Coslow.

## Premis
Hangmen Also Die va ser nominada a dos Premis Oscar, per a Hanns Eisler per "Millor música, banda sonora d'una pel·lícula dramàtica o de comèdia", i per Jack Whitney de Sound Services Inc. pel "Millor so, gravació". La pel·lícula està valorada en un 85% a Rotten Tomatoes.